# Brownsville Girl
«Brownsville Girl» es una canción del músico estadounidense Bob Dylan publicada en el álbum de estudio de 1986 Knocked Out Loaded.
El tema es notable por su larga duración, lo que la convierte en una de las canciones más duraderas de la carrera musical de Dylan, y por haber sido coescrita con Sam Shepard.
Líricamente, «Brownsville Girl» habla a una amante, presumiblemente ida hace un año. El cantante habla melancólicamente de ella, aunque queda patente que en la actualidad él está con otra mujer que le recuerda a ella, comentando en un verso que la actual mujer tiene el mismo «ritmo oscuro en su alma». 
El músico interrumpe sus recuerdos acerca de la misteriosa chica de Brownsville, región de Texas fronteriza con México, para describir la trama de una película wéstern protagonizada por Gregory Peck, al que vio una vez (aunque él cree que fueron dos veces). La trama de la película, que trata sobre un joven advenedizo que dispara a un pistolero y es advertido posteriormente por el hombre muerto que ahora debe cubrirse las espaldas, es posiblemente el largometraje de 1950 The Gunfighter.
En la canción, el coro, integrado por voces femeninas con un registro vocal cercano al gospel, participan en la temática de la canción comentando con frases cortas y vehementes algún verso. En un punto de la canción, interpretan una armonía vocal a tres voces.

## Versiones
No existen versiones conocidas de «Brownsville Girl». Una versión temprana de la canción, grabada para el álbum previo, Empire Burlesque, se podía encontrar en grabaciones piratas con el título de «New Danville Girl» y fue finalmente lanzada en el álbum de 2021, Springtime in New York: The Bootleg Series, Vol.16/1980-1985.